# عرب‌قارداش‌بیلی، سالیان
عرب‌قارداش‌بیلی (به ترکی آذربایجانی: Ərəbqardaşbəyli) یک منطقهٔ مسکونی در جمهوری آذربایجان است که در شهرستان سالیان واقع شده‌است. عرب‌قارداش‌بیلی ۹۳۵ نفر جمعیت دارد.